# Доманове (Вілейський район)
Доманове (біл. вёска Даманаво) — село в складі Вілейського району Мінської області, Білорусь. Село підпорядковане Осиповицькій сільській раді, розташоване в північній частині області.